# Körosztási polinom
A körosztási polinomok a primitív egységgyökök minimálpolinomjai. Jellegzetességük, hogy minden gyökük primitív egységgyök, éspedig minden gyökük ugyanolyan fokú primitív egységgyök. Fontos szerephez jutnak a geometriai szerkesztések elméletében és a Galois-elméletben.
Az n-edik körosztási polinom
ahol ξ1,…,ξφ(n) az n-edik primitív egységgyökök, tehát olyan n-edik egységgyökök, amelyek nem kisebb fokú egységgyökök és φ(n) az Euler-függvény.
Az első néhány példa:
{\displaystyle \Phi _{1}(x)=x-1}
{\displaystyle \Phi _{2}(x)=x+1}
{\displaystyle \Phi _{3}(x)=x^{2}+x+1}
{\displaystyle \Phi _{4}(x)=x^{2}+1}
{\displaystyle \Phi _{5}(x)=x^{4}+x^{3}+x^{2}+x+1}
{\displaystyle \Phi _{6}(x)=x^{2}-x+1}
{\displaystyle \Phi _{7}(x)=x^{6}+x^{5}+x^{4}+x^{3}+x^{2}+x+1}
{\displaystyle \Phi _{8}(x)=x^{4}+1}
{\displaystyle \Phi _{9}(x)=x^{6}+x^{3}+1}
{\displaystyle \Phi _{10}(x)=x^{4}-x^{3}+x^{2}-x+1}
{\displaystyle \Phi _{11}(x)=x^{10}+x^{9}+x^{8}+x^{7}+x^{6}+x^{5}+x^{4}+x^{3}+x^{2}+x+1}
{\displaystyle \Phi _{12}(x)=x^{4}-x^{2}+1}
{\displaystyle \Phi _{27}(x)=x^{18}+x^{9}+1}
Az n-edik körosztási polinom egész együtthatós, φ(n) fokú, {\displaystyle \mathbb {Q} } felett irreducibilis polinom. Továbbá
Az első néhány körosztási polinomot tekintve úgy tűnhet, hogy {\displaystyle \Phi _{n}(x)} együtthatói mindig az {1, −1, 0} halmazból kerülnek ki. Ez azonban nem igaz, mert például {\displaystyle \Phi _{105}(x)}-ben a hetedfokú tag együtthatója −2; ez a legalacsonyabb fokú ellenpélda.
A {\displaystyle \Phi _{n}(x)} körosztási polinom {\displaystyle \mathbb {Q} } feletti felbontási teste a {\displaystyle \mathbb {Q} (\zeta _{n})} körosztási test.